# Jasmien Biebauw
Jasmien Biebauw (24 settembre 1990) è una pallavolista belga.
Gioca nel ruolo di palleggiatrice nell'Asterix Avo.

## Carriera
La carriera di Jasmien Biebauw comincia nella stagione 2005-06 nel VDK Gent, in Volleyliga, a cui resta legata per sei stagioni, con cui vince la Coppa del Belgio 2008-09 e la Supercoppa belga 2009; in questo periodo fa parte delle nazionali giovanili belghe, mentre in quella maggiore esordisce nel 2006.
Nella stagione 2011-12 passa all'Oudegem, aggiudicandosi la Coppa del Belgio 2012-13; con la nazionale conquista la medaglia di bronzo al campionato europeo 2013. Nell'annata 2013-14 viene ingaggiata dall'Asteríx Kieldrecht, con cui vince cinque Coppe del Belgio, cinque scudetti e tre Supercoppe belghe.

## Palmarès

### Club
- Campionato belga: 5

2013-14, 2014-15, 2015-16, 2016-17, 2017-18
- Coppa del Belgio: 7

2008-09, 2012-13, 2013-14, 2014-15, 2015-16, 2016-17, 2017-18
- Supercoppa belga: 4

2009, 2014, 2016, 2017